# Bataille de Friedland
Quatrième Coalition
Batailles
- Cap-Vert (navale)
- San Domingo (navale)
- Río de la Plata
- Pornichet (navale)

- Raguse
- Castel-Nuovo

Campagne de Prusse (1806)
- Schleiz
- Saalfeld
- Auerstaedt
- Iéna
- Halle
- Magdebourg
- Prentzlow
- Stettin
- Lübeck
- Glogau
- Golymin
- Pułtusk
- Stralsund

Campagne de Pologne (1807)
- Eylau
- Ostrołęka
- Colberg
- Dantzig
- Guttstadt
- Heilsberg
- Friedland

La bataille de Friedland (14 juin 1807) a vu l’armée française sous le commandement de Napoléon Ier s’imposer de manière décisive face à une armée russe dirigée par le comte Levin August von Bennigsen. Elle eut lieu sur le territoire de Friedland, appelée depuis 1945 Pravdinsk, exclave de Kaliningrad, à environ 43 km au sud-est de Königsberg (depuis 1945 Kaliningrad).
La bataille marqua la fin de la guerre de la Quatrième Coalition (1806-1807), au cours de laquelle les monarchies européennes se liguèrent contre la France napoléonienne. Après près de 23 heures de combats, l’armée française se rendit maîtresse du champ de bataille, abandonné par une armée russe se retirant dans le chaos le plus complet au-delà de la rivière Alle, où nombre de fuyards se noyèrent.
La conséquence directe de cette bataille fut la signature des traités de Tilsit, le 7 juillet 1807, faisant des deux nations des alliés après deux ans de guerre. Deux jours plus tard, la France signa un traité de paix avec la Prusse. Il s'agissait pour la Russie d'une paix relativement clémente, en comparaison avec celle imposée à la Prusse, défaite à l'issue de la campagne de Prusse et de Pologne. En effet, tous les territoires à l'ouest de l'Elbe lui sont amputés afin de former le nouveau royaume de Westphalie dirigé par Jérôme, frère de l'Empereur, tandis que ses possessions gagnées lors des deuxième et troisième partages de la Pologne constituent le duché de Varsovie, associé à la Saxe alliée de Napoléon.
Plusieurs historiens considèrent la bataille de Friedland comme l'une des plus brillantes victoires de Napoléon, à l'image d'Austerlitz. En effet, il a rarement pu défaire une armée de façon aussi totale qu'à Friedland. De plus, Friedland et Tilsit sont souvent considérés comme coïncidant avec l'apogée de l'Empire français. En effet, à l'automne 1807, Napoléon se lance dans l'invasion du Portugal, qui mènera l'Empire dans le « bourbier » espagnol.

## Contexte
Deux années auparavant, la Troisième Coalition avait été dissoute après la bataille d'Austerlitz du 2 décembre 1805. La Prusse prit alors les armes et se dressa devant Napoléon, dans le but de regagner sa place de puissance continentale.

### La campagne de Prusse de 1806
Les Prussiens commencèrent à mobiliser leurs forces le 9 août 1806, et envoyèrent un ultimatum à Napoléon le 26 : ils sommaient les Français de se retirer au-delà du Rhin avant le 8 octobre. Napoléon ignora l'ultimatum. Son plan était simple : il devait écraser l’orgueilleuse armée prussienne avant l'arrivée des renforts russes, la Russie n'ayant toujours pas fait la paix après Austerlitz. 180 000 Français marchèrent alors sur la Prusse le 2 octobre 1806, déployés en bataillon-carré qui leur permettaient d'affronter toute menace sur leurs flancs ou arrières. Le 14 octobre, Napoléon et le maréchal Davout écrasaient à l'issue de deux batailles distinctes, la bataille d'Iéna et la bataille d'Auerstaedt, les forces prussiennes. La campagne de Prusse s'achevait rapidement, par la prise de nombreuses villes et citadelles et la capitulation des unités prussiennes ayant pu s'échapper du désastre du 14 octobre : une force de 165 000 soldats a été dissoute, avec 140 000 prisonniers (25 000 tués) et plus de 2 000 pièces d'artillerie saisies. Quelques unités prussiennes parvinrent à se replier à Königsberg, sous le commandement du général Anton Wilhelm von L'Estocq, tandis que les Français s'emparent de Berlin et s'avancent vers les provinces orientales de la Prusse. La Russie devait à présent affronter à nouveau la France, au plus près de ses propres frontières.

### La campagne d'hiver 1806-1807 en Pologne
L'arrivée des Français en Pologne suscita l'enthousiasme de la population locale, considérant Napoléon comme un libérateur. L'armée russe commandée par Bennigsen abandonna Varsovie pour se replier sur la rive droite de la Vistule dans la crainte de voir les Français s'interposer entre lui et l'armée de Buxhoeveden qui était placée en relais vers le nord pour rester en contact avec l'armée prussienne de Lestocq située vers Königsberg. Le 28 novembre 1806, le maréchal Murat entrait dans Varsovie. La bataille de Pułtusk eut lieu un mois plus tard, au cours de laquelle Bennigsen et ses 50 000 Russes durent subir l'assaut de 24 000 Français avant de se replier, évitant toutefois l'encerclement prévu par Napoléon.
Avec cette bataille commence également la série de mensonges de Bennigsen au Tsar. En effet, ce qui n'opposa que deux avant-gardes devint sous la plume de Bennigsen une bataille épique où il défit 60 000 Français. Pour cet habile camouflage, il reçut du Tsar le commandement général des armées russes en Pologne, et l'ordre d'en finir au plus vite avec l'armée française de Napoléon. Les renforts russes, 50 000 hommes avec Buxhovden et 30 000 de la Garde impériale russe, étant arrivés, Bennigsen dispose alors de 140 000 hommes en Pologne.
Après une série de manœuvres des corps d'armées français qui les ont peu à peu séparés, Bennigsen prend l'offensive, en plein hiver, le 18 janvier 1807. La bataille d'Eylau, le 8 février, marque la rencontre de l'ensemble des forces, rameutées de tous les côtés, et constitue une terrible hécatombe, coûtant 25 000 hommes à chaque belligérant sans apporter aucun avantage stratégique. Bennigsen, qui se retire en bon ordre du champ de bataille, alla prétendre qu'il venait d'écraser une force française commandée par Napoléon lui-même, allégeant la Grande Armée de 25 000 soldats. Napoléon reste sur la région d'Eylau durant une semaine avant de se retirer pour placer ses troupes dans des quartiers d'hiver nécessaires pour la perspective d'une campagne de printemps. Bennigsen réoccupe alors cette région, accréditant son succès aux yeux du Tsar : il conserve le commandement des troupes russes.

### Bataille de Heilsberg
L'armée russe de Bennigsen occupait des positions défensives fortes à Heilsberg, sur la rivière Alle. Les corps d'armée des maréchaux Murat et Soult attaquèrent seuls le 10 juin. Bennigsen repoussa plusieurs attaques, notamment une charge de cavalerie de Murat. Les pertes sont lourdes des deux côtés, mais Napoléon arrive avec des renforts pour limiter les dégâts côté français. 6 000 Français y laissèrent la vie, et Bennigsen se replia sur Friedland, afin de pouvoir repasser la rivière Alle et se rapprocher de Königsberg.
L'armée française, sous les ordres de Napoléon, poursuit deux buts : à Murat, Davout et Soult, la conquête de Königsberg, pour mettre à bas le royaume de Prusse ; à Victor, Ney, Mortier et Lannes, la poursuite des Russes. Napoléon souhaite livrer une bataille décisive contre les Russes, et vise le pont de Friedland, qui selon lui permettrait à Benningsen de repasser sur la rive gauche de l'Alle, afin de devancer l'armée française sur la route de Königsberg.

## La bataille

### Préparatifs
L'armée française, le corps de Lannes à l'avant-garde, part d'Eylau le 13 juin. Elle doit partir sur Domnau, Lannes devant porter ses troupes sur Friedland même. Rencontrant dans la nuit les Russes à mi-chemin entre Domnau et Friedland, Lannes réunit les troupes arrivées (Oudinot, Grouchy et la cavalerie saxonne), et se porte au contact de l'armée russe, à Posthenen (de), afin de l'empêcher de se déployer avant l'arrivée du reste de l'armée. Il dispose son artillerie sur le plateau dominant Posthenen, une partie des voltigeurs au centre de la plaine, dans un bois entre l'Alle à droite et Posthenen à gauche, demande à Grouchy de garder la droite du bois, le reste de la troupe (grenadiers et voltigeurs) gardant la plaine entre le bois et Posthenen. Nansouty arrive un peu plus tard avec ses carabiniers et ses cuirassiers, et occupe sur ordre de Lannes l'espace proche de la route entre Friedland et Königsberg, à gauche de Posthenen.

### Champ de bataille
La description d'Adolphe Thiers dépeint le lieu où va se dérouler l'affrontement :

« Le cours de l'Alle, près du lieu où les deux armées allaient se rencontrer, offre de nombreuses sinuosités. Nous arrivions par des collines boisées, à partir desquelles le sol s'abaisse successivement jusqu'au bord de l'Alle. Le pays est couvert en cette saison de seigle d'une grande hauteur. On voyait sur notre droite l'Alle s'enfoncer dans la plaine en décrivant plusieurs contours, puis tourner autour de Friedland, revenir à notre gauche, et tracer ainsi un coude ouvert de notre côté, et dont la petite ville de Friedland occupait le fond. C'est par les ponts de Friedland, placés dans cet enfoncement de L'Alle que les Russes venaient se déployer dans la plaine vis-à-vis de nous. On les voyait distinctement se presser sur ces ponts, traverser la ville, déboucher des faubourgs, et se mettre en bataille en face des hauteurs. Un ruisseau dit le ruisseau du Moulin, coulant vers Friedland, y formait un petit étang, puis allait se jeter dans l'Alle, après avoir partagé cette plaine en deux moitiés inégales. »

### Forces en présence
Les états de la situation sont basés sur les rapports respectifs des deux commandants le 1er juin 1807.

#### Armée russe
Bennigsen dispose en Pologne de 80 000 hommes. Le corps du comte Kamenski détaché par Bennigsen pour renforcer L'Estocq près de Königsberg est exclu. Sont également exclues les pertes subies à Heilsberg. Ainsi, en ôtant les 14 000 pertes russes et les 6 000 hommes séparés de l'armée de Bennigsen à l'issue de détachements divers, Bennigsen dispose de 60 000 hommes prêts à combattre à Friedland, et répartis comme suit :
- avant-garde, commandée par le prince Bagration : 1 200 cavaliers, 8 100 fantassins, 200 artilleurs et 24 canons ;
- soutien de l'avant-garde du général Markov : 6 000 fantassins dont les grenadiers de Moscou ;
- Garde impériale russe, organisée en deux divisions (Kologrivov (ru) et Malioutine (ru)) sous le commandement direct de Bennigsen : 11 000 fantassins (dont le régiment de la garde Semionovsky), 2 200 cavaliers (dont les chevaliers-gardes), 300 artilleurs servant 36 canons ;
- première ligne de bataille commandée par le général-lieutenant prince Gortchakov : 23 000 fantassins, 9 000 cavaliers, 900 artilleurs servant 108 bouches à feu ;
- seconde ligne de bataille, commandée par le général-lieutenant Dokhtourov : 8 400 fantassins, 2 400 cavaliers, 400 artilleurs servant 48 bouches à feu ;
- corps de harcèlement du général-lieutenant Platov : 6 000 cavaliers (17 régiments de cavalerie cosaque), 900 fantassins (1er régiment de chasseurs, 2e compagnie de milice), 100 artilleurs servant 12 bouches à feu (artillerie légère).

#### Armée française

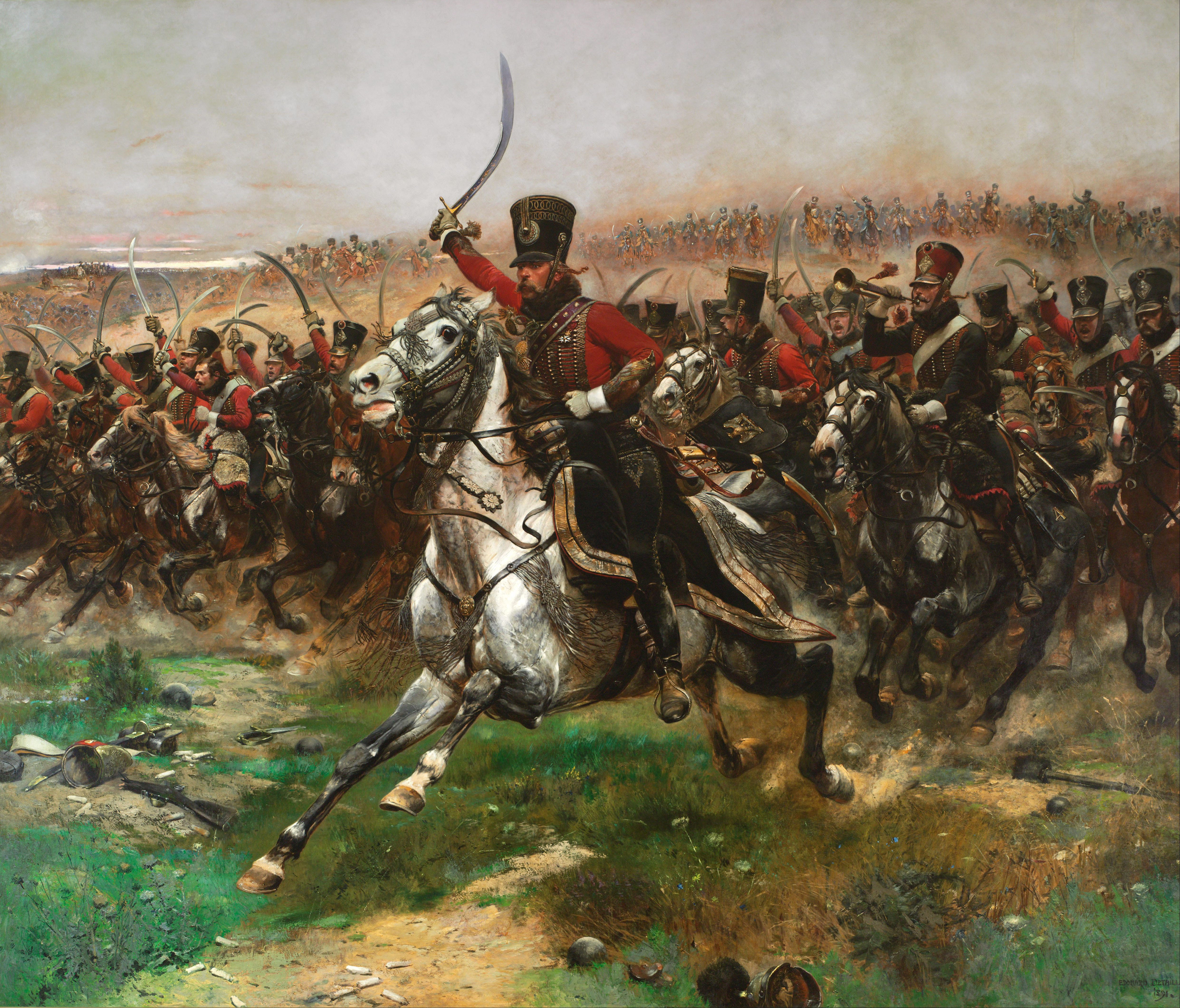
« Vive l'Empereur! » par Édouard Detaille, 1891. Le 4e régiment de hussards français à la bataille de Friedland.

La quasi-totalité des sources[Lesquelles ?] concernant les effectifs français s'accordent à évaluer leur nombre à 80 000 hommes qui, progressivement, s'engagèrent dans la bataille. Ils sont sous le commandement suprême de Napoléon à partir de midi, le maréchal Lannes ayant commandé depuis le petit matin par l'engagement initial de son corps d'armée. Ces effectifs se répartissent ainsi :
- Corps d'armée de la Réserve commandé par le maréchal Lannes : 15 800 fantassins, 4 500 cavaliers, 500 artilleurs servant 18 canons ;
- VIIIe corps du maréchal Mortier : 9 900 fantassins, 2 800 cavaliers (dont les dragons du général Grouchy), 1 200 artilleurs servant 42 pièces ;
- Garde impériale, aux ordres du maréchal Bessières : 7 900 fantassins, 2 400 cavaliers, 900 artilleurs servant 36 pièces d'artillerie ;
- Ier corps du général de division Victor, remplaçant le maréchal Bernadotte, blessé à Spanden[7] : 15 700 fantassins, 3 500 cavaliers, 1 700 artilleurs servant 36 pièces ;
- VIe corps du maréchal Ney : 10 000 fantassins, 2 400 cavaliers, 1 300 artilleurs servant 22 pièces.

### Début des combats

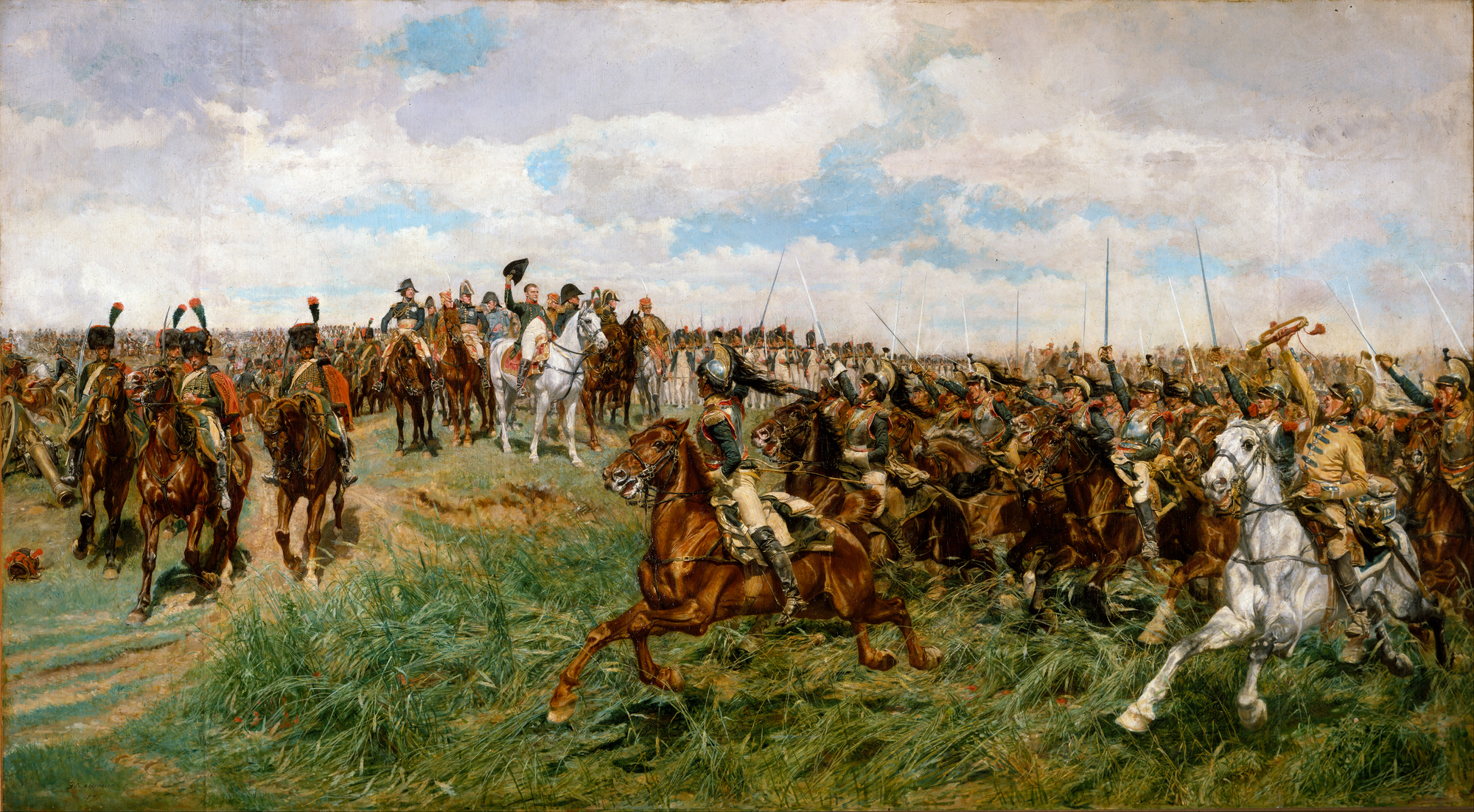
Charge des cuirassiers français à Friedland le 14 juin 1807 par Ernest Meissonnier.

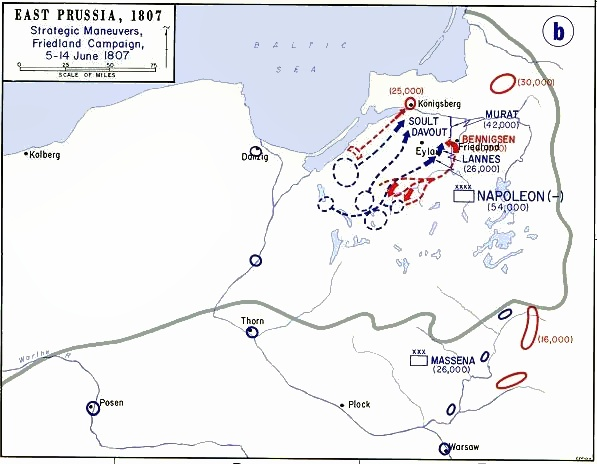
Manœuvres française et russe du 5 juin au 14 juin 1807.

La cavalerie du général Galitzine repoussa avec succès les avant-postes français de Friedland le 13 juin, et le gros de l'armée russe commença à occuper la ville dans la nuit. L'armée française marchait sur Friedland, mais demeurait dispersée, et ce, en partie à cause de la multitude de routes et de l'étroitesse de ces dernières (de longues colonnes étant des cibles de choix pour la cavalerie de harcèlement cosaque). Sachant que Napoléon était à proximité et avec au moins trois corps (en fait quatre : ceux de Ney, de Victor, de Mortier et la Garde), Lannes dépêcha des messagers afin de demander à l'Empereur de se hâter. Avec au mieux 26 000 hommes, Lannes obligea Bennigsen à envoyer de plus en plus de troupes à travers l'Alle pour le défaire, usant ainsi ses hommes. En étirant au maximum ses lignes pour les faire paraitre plus grandes, il expose tout son front à la fragilité caractéristique de la stratégie de la ligne mince (mise en œuvre par Villars à Malplaquet notamment). Il engage dans un premier temps les tirailleurs russes dans le bois de Sortlack avec ses propres troupes légères, qui se feront relever par les grenadiers d'Oudinot, puis sur le front de Posthenen. Il est 3 heures du matin en ce 14 juin.
Les Russes ne pouvant prendre pied sur la rive défendue par Grouchy regroupent leurs efforts sur la route de Friedland ; Lannes demande alors à Grouchy de soutenir Nansouty, qui s'est replié devant l'attaque. Grouchy s'empare alors du village d'Heinrichsdorf (de), sur cette route, en ralliant Nansouty ; Lannes lui envoie la brigade de grenadiers Albert de la division Verdier, qui vient de rejoindre son corps. Grouchy est repoussé par la cavalerie russe, puis elle-même est mise en déroute par Nansouty, qui repousse les Russes jusqu'à Friedland. Les grenadiers d'Albert prennent position sur Heinrichsdorf, et la division Dupas du corps de Mortier entre en ligne entre Heinrichsdorf et Posthenen.
Sur la gauche de Lannes, l'absence de Grouchy fait peser l'attaque russe, qui traverse enfin, uniquement sur les grenadiers d'Oudinot ; la division Verdier est séparée en deux colonnes pour attaquer des deux côtés du bois les Russes qui essaient d'y pénétrer. L'armée russe (70 000 hommes) est maintenant entièrement déployée, mais les troupes de Lannes occupent toujours les positions clefs du champ de bataille, et les Russes ont le dos tourné à l'Alle, tandis que leurs communications sont compliquées par le ruisseau coupant la plaine en deux. Le front s'étend sur cinq kilomètres.
Ronald Zins explique comment Lannes peut tenir :

« Pour pallier son infériorité numérique, Lannes combat tout en manœuvres savantes et judicieuses. Profitant de la hauteur des seigles, des bosquets d'arbres et des inégalités de terrain, il ploie ou déploie ses bataillons dont les mouvements sont montrés ou dérobés à propos. Grâce à ce stratagème, Lannes parvient à faire croire aux Russes que ses forces sont plus importantes qu'elles ne le sont en réalité. Toutefois, le refoulement de l'adversaire ne se fait qu'au prix de lourdes pertes et le maréchal presse l'Empereur d'arriver. […] Lannes lance alors un nouvel appel à l'aide : « Crève ton cheval, Saint-Mars, dit-il à son aide de camp, pour rapporter à l'Empereur que c'est l'armée russe tout entière que nous avons sur les bras. » »

Lannes put contenir Bennigsen jusqu'à l'arrivée des renforts français. 80 000 Français se massent alors sur la rive gauche de l'Alle. Les deux camps font usage de leur cavalerie afin d'éclairer puis de harceler les positions ennemies. Bennigsen était à présent piégé et devait se battre, car ayant jeté tous ses pontons, rendant toute retraite impossible.
Pendant ce temps, Lannes avait combattu avec hardiesse pour contenir Bennigsen. Ainsi, Napoléon craignait que les Russes n'essaient d'éviter le combat, mais à 6 heures du matin, 50 000 Russes étaient positionnés sur la rive gauche. Son infanterie, organisée en deux lignes, s'étendait entre Heinrichsdorf et Friedland et les saillants tout au long de l'Alle abritaient l'artillerie. Au-delà de la droite de l'infanterie, la cavalerie et les Cosaques s'étendaient jusqu'aux bois au nord-est d'Heinrichsdorf. Quelques escadrons cosaques pénétrèrent même dans Schwonau. L'aile gauche bénéficiait également de cavalerie, et au-delà de l'Alle des batteries d'artillerie la couvrait.
Le corps franco-polonais de Mortier apparut à Heinrichsdorf et repoussa les Cosaques de Schwonau. Lannes maintint sa position, et à midi Napoléon arrivait avec 40 000 hommes. L'empereur, souriant et détendu, monte sur une hauteur d'où il peut embrasser tout le champ de bataille. Comme il est déjà tard, certains de ses lieutenants proposent de remettre l'action au lendemain. « Non, non, on ne surprend pas deux fois l'ennemi en pareille faute » répond Napoléon, et il prépare l'attaque générale. Il donna son ordre de bataille à ses subordonnés : Ney devait occuper la ligne entre Posthenen et les bois de Sortlack, couvert par le corps de Victor ; Lannes devait s'approcher de sa gauche en restant au centre ; Mortier restait à Heinrichsdorf, à gauche de Posthenen. Le Ier corps de Victor et la Garde étaient en réserve à Posthenen. La cavalerie de Grouchy se concentra à Heinrichsdorf.

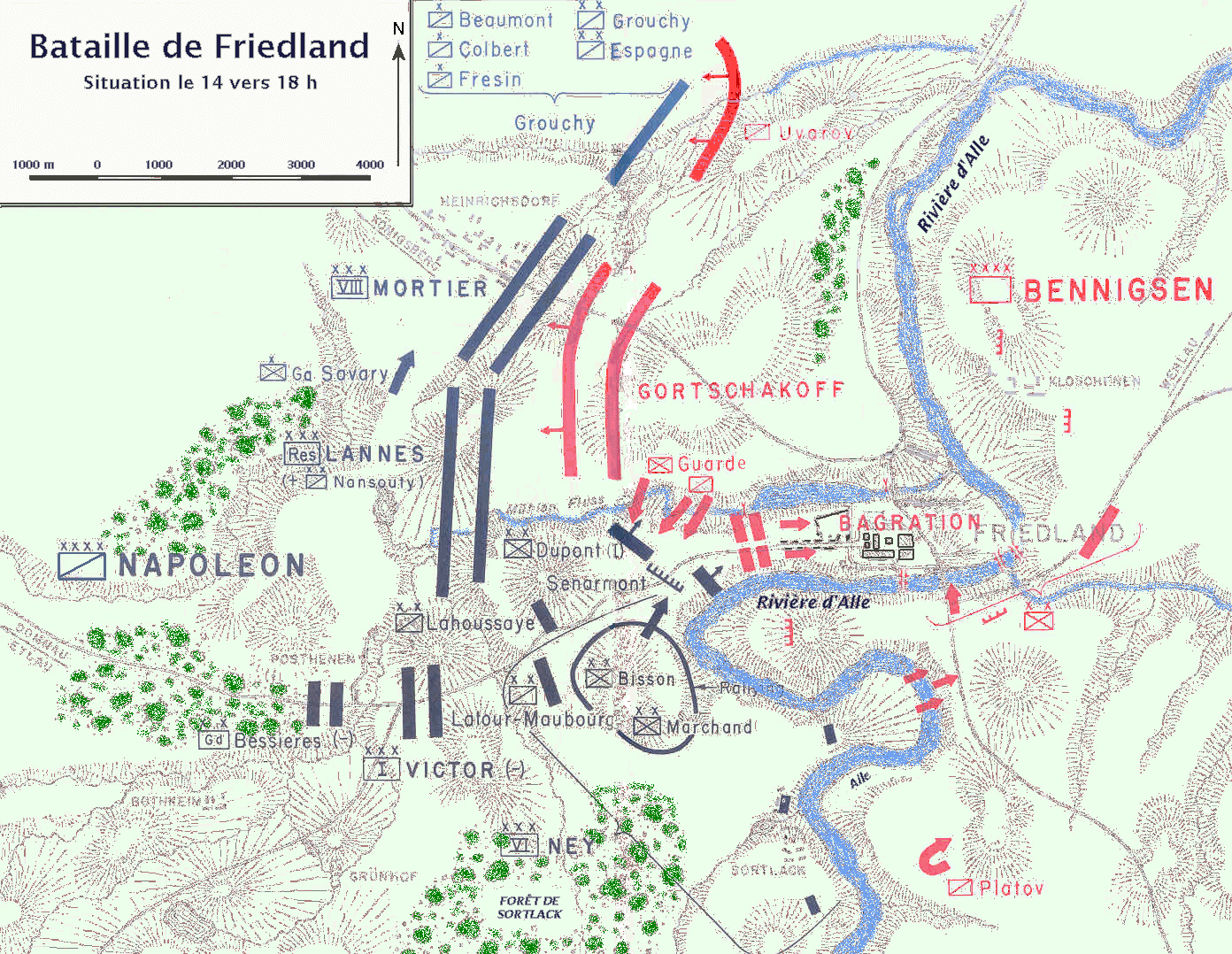
Carte du champ de bataille le 14 juin.

En début d'après-midi, les deux armées sont rangées face à face, prêtes à livrer bataille. Acculés à la rivière Alle et massés devant Friedland, les Russes forment un demi-cercle dont la Grande Armée occupe la circonférence. C'est une des manœuvres préférées de l'Empereur : briser le centre pour battre séparément les deux ailes. La ville prise, les ponts détruits pour couper la retraite de l'ennemi et il n'aura plus qu'à culbuter les Russes à la rivière.
L'attaque commence plus tard, vers 17 heures. Napoléon saisit le bras du maréchal Ney et en désignant le village de Friedland, il lui dit : « Voilà votre but, marchez sans regarder autour de vous, pénétrez dans cette masse épaisse quoi qu'il puisse vous en coûter, entrez dans Friedland, prenez les ponts et ne vous inquiétez pas de ce qui pourra se passer à droite, à gauche ou à l'arrière. L'armée et moi sommes là pour y veiller ». Ney prend donc la tête de l'attaque générale, et cible la gauche de l'armée russe, entassée dans une étroite bande de terre délimitée par le ruisseau du Moulin et par l'Alle. L'armée française pénètre directement dans Friedland, tandis que les Russes sont encerclés par le reste de l'armée.
La fumée, provoquée par des milliers de fusils et de centaines de canons, couvre et masque les masses de l'adversaire, si bien que la 3e division oblique trop à droite. Ney ordonne à un colonel de l'appuyer à gauche. Mais pendant qu'il lui parle ce dernier se fait enlever par un boulet. Un commandant met aussitôt son chapeau au bout de son épée en criant : « Vive l'Empereur ! En avant ! » Un second coup arrive et le commandant tombe sur les genoux, les deux jambes coupées. Un capitaine succède et fait exécuter le même mouvement. Soudain, le maréchal Ney arrive en personne et encourage ses hommes à grands coups de « Foutre nom de Dieu ». La marche vers la ville reprend, l'ennemi est refoulé malgré l'intervention de la Garde impériale russe. « Cet homme, c'est un lion ! » s'écrie avec admiration Napoléon au maréchal Mortier.
Le résultat semble incertain, mais la vaillance des dragons du général Latour-Maubourg permet à Ney de se dégager. De plus, pour appuyer l'action du maréchal, Napoléon met à la disposition du général Sénarmont 36 pièces d'artillerie. Celui-ci réalise un exploit : tirant 2 800 boulets à 120 mètres des troupes en progression, ignorant leur feu, l'artillerie française décime à bout portant les carrés russes et fait rebrousser chemin à une charge de cavalerie. Cet apport, ajouté à celui que donne la division Dupont (du corps de Victor) donne la victoire, une victoire éclatante et totale aux Français. En effet, Ney repart à l'assaut puis s'empare de Friedland et détruit les ponts. Le flanc droit russe est culbuté dans la rivière par une dernière charge à la baïonnette des troupes de Lannes et Mortier.
La victoire est totale vers 22 heures 30.

## Les pertes
Les pertes françaises s'élèvent à 1 645 tués et 9 000 blessés.
Les pertes russes sont énormes : 25 000 blessés, prisonniers ou tués, 80 canons et 70 drapeaux pris. Les Français font en tout 10 000 prisonniers, car dans les deux jours suivant la bataille, les soldats russes, exténués, se couchaient dans les champs et se laissaient prendre.

## Les conséquences
Les généraux russes supplient le tsar Alexandre de solliciter un armistice : les émissaires qu'il envoie à Napoléon, le 16 juin, sont bien accueillis. Le même jour, Königsberg tombe aux mains des Français et, trois jours plus tard, la Grande Armée atteint la rive du Niémen, mais Napoléon ne se sent pas les moyens de poursuivre l’ennemi au-delà de ce fleuve. Il craint surtout de voir l’Autriche rejoindre la coalition et attaquer la Grande Armée, si loin de ses bases. De son côté, Alexandre redoute une révolte de paysans en Ukraine et une offensive des Ottomans sur le Danube.
Le 25, Alexandre rencontre Napoléon sur un radeau placé au milieu du Niémen, « la nouvelle frontière du monde » s’exclame Napoléon. Alexandre aurait abordé Napoléon en disant « Sire, je hais autant les Anglais que vous ». Napoléon aurait répliqué : « En ce cas la paix est faite ! ».
Le 7 juillet, les deux chefs d'État signent, à Tilsit, le traité du même nom. La Russie devient alliée de la France, elle abandonne ses territoires en Méditerranée, les îles Ioniennes en particulier, et elle adhère au Blocus continental. Ce traité comporte aussi des articles secrets, comme le projet de dépeçage de l’Empire ottoman. Un traité similaire est signé avec la Prusse le 9 juillet.
Le traité est catastrophique pour le royaume de Prusse, qui perd l’ensemble de ses territoires à l’ouest de l’Elbe qui formeront le royaume de Westphalie, avec à sa tête le frère de l’Empereur, Jérôme. La Prusse doit céder également ses possessions en Pologne afin de constituer le duché de Varsovie et doit verser une lourde indemnité de guerre. La puissance de Napoléon et de son empire est encore accrue.

## Littérature
- La bataille de Friedland est évoquée par Honoré de Balzac dans Le Médecin de campagne à travers le personnage du capitaine Genestas qui a été envoyé en mission auprès du maréchal Davout[15].
- La bataille de Friedland est également évoquée dans Cavalière du Tsar, autobiographie de Nadejda Dourova (1783-1866), première femme officier (déguisée en homme) de la cavalerie russe. Elle participe en juin 1807 à la bataille de Friedland, et y décrit « cette cruelle et funeste bataille ».

## Jeux de simulations historiques
- Friedland (Jean-Jacques Petit, Jeux Descartes, 1992)
- Friedland, Morne Plaine
- Friedland 1807 (Frédéric Bey, Canons en Carton, 2007)